# Podravske Sesvete
Podravske Sesvete falu és község Horvátországban Kapronca-Kőrös megyében.

## Fekvése
Szentgyörgyvártól 13 km-re délkeletre a megye keleti határán a Dráva jobb partján fekszik.

## Története
A települést és plébániáját 1334-ben Ivan zágrábi főesperesnek a zágrábi káptalan helyzetéről írott oklevelének harmadik részében említi először. Nevét a Mindenszentek tiszteletére szentelt plébániatemplomáról kapta. 1501-ben az egyházi vizitáció még megemlíti Márton nevű plébánosát is „Martinus plebanus Omnium sanctorum ibidem” alakban. A középkori falu a 13. századtól 1552-ig, Verőce várának elestéig áll fenn, ekkor ugyanis a török az egész környékkel együtt elpusztította. Templom azonban túlélte a pusztítást, mint azt Andrija Vinković 1658-ban kelt jelentése tartalmazza.
A Drávamente török alóli felszabadulása után indult meg itt újra az élet. Ez Hanibal Heister szentgyörgyi várparancsnok 1695. szeptember 19-én keltezett okleveléből derül ki, melyben a Sesvete nevű falu nevét is megemlíti. Ettől az időponttól kezdve, tehát Sesvetét újra falunak tekinthetjük. Miután Mária Terézia a 18. század közepén megalapította a katonai határőrvidéket Sesvete a szentgyörgyi kapitánysághoz tartozott. A katonai közigazgatás csak 1871-ben szűnt meg. 1830-ban megnyílt az első iskola. 1885-ben Sesvete újra önálló plébánia lett. Ma is álló plébániatemplomát, mely nagyrészt önkéntes adakozásból épült 1878. április 7-én szentelték fel a plébánia épületével együtt.
A falunak 1857-ben 1625, 1910-ben 3355 lakosa volt. Karl Blažeković plébános érdeme, hogy 1911-ben megnyílt a postahivatal. A falu Trianonig Belovár-Kőrös vármegye Szentgyörgyi járásához tartozott. Önkéntes tűzoltóegyletét 1928-ban alapították. A hívek 1977-ben a középkori templom helyén a Fájdalmas Szűzanya tiszteletére szentelt kápolnát emeltek. 2001-ben a községnek 1778 lakosa volt.

## Nevezetességei
- A Mindenszentek tiszteletére szentelt római katolikus plébániatemploma[2] 1878-ban épült. A település közepén álló egyhajós épület, téglalap alaprajzú hajóval, és a hajóval azonos szélességű, sokszög záródású szentéllyel. A szentélytől északra található a sekrestye, a nyugati főhomlokzat központi tengelyében pedig a harangtorony. Belső tere boltozatos, csehsüvegboltozattal, míg a szentély fél kupolával van befedve. A boltozatok és a falak dekoratív módon növényi és geometriai motívumokkal vannak díszítve, a szentélyben pedig a négy evangélista alakjait ábrázolták. Az 1902-ban készített festmények szerzője R. Rojnik zágrábi mester. A nyugati főhomlokzatot lizénák határolják. A templomot a 19. század második felének historikus építészete jegyében tervezték.

- A Nepomuki Szent János-kápolnát már 1780-ban említik.

- A Fájdalmas Szűzanya tiszteletére szentelt kápolnáját a középkori templom helyén építették 1977-ben. Ezen kívül még egy kápolna is áll a településen a Fatimai Szűzanya tiszteletére.